# 樹木結構力學

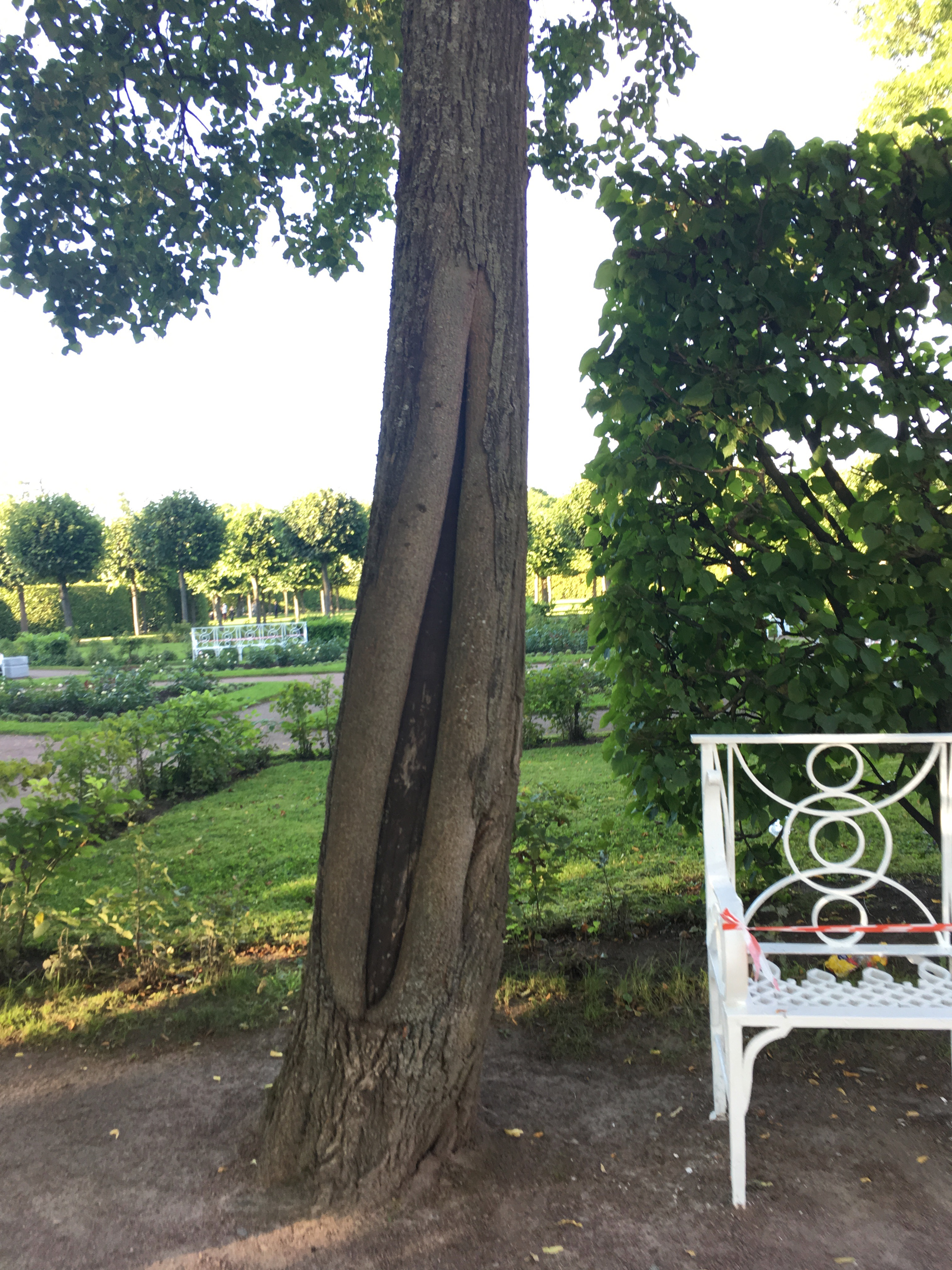
樹木力學結構的變化：樹木在空洞兩側肥大生長補充因腐朽而失去的支撐力。

樹木結構力學又稱樹木生物力學（Tree Biomechanics），這是一門新興的學科，主要探討活體樹木的生長與環境機械受力的交互反應。研究包含樹木的應力生長反應，如平均應力的概念、樹木形狀的變化、樹枝在風力荷載中的作用，以及樹木的枝與幹如何相連結等。樹木面對環境的脅迫時，無法如同動物自由移動一般，必須發展多樣化的方式來面對所遭遇的問題；樹體在面對受力上，形狀改變是一個重要的應對的策略，研究發現樹木透過材料特性的改變，比起樹形在環境動態改變是更多的。